# جايكوب باتالون
جايكوب باتالون (9 أكتوبر 1996 -) ممثل أمريكي اشتهر بصفته نيد ليدز في عالم مارفل السينمائي. أفلامه: الرجل العنكبوت: العودة للوطن (2017)، المنتقمون: الحرب اللانهائية (2018)، المنتقمون: نهاية اللعبة (2019)، والرجل العنكبوت: بعيدا عن الوطن (2019).

## النشأة وتعليمه
ولد باتالون في هونولولو، بهاواي، لأبوين فلبينيين.  بعد التخرج من مدرسة داميان التذكارية الكاثوليكية، التحق باتالون بكابيثولاني كوميونيتي كوليدج لدراسة نظرية الموسيقى، لكنه انسحب بعد ذلك. ثم أخذ برنامجًا لمدة عامين لدراسة التمثيل في معهد نيويورك للفنون المسرحية. 

## السيرة المهنية
ظهر باتالون في التمثيل لأول مرة في عام 2016, عندما ظهر في فيلم الغابة الشمالية.
في عام 2017, حصل باتالون على أول دور رئيسي له في فيلم الرجل العنكبوت: العودة للوطن، كصديق بيتر باركر نيد.
ثم أعاد تمثيل هذا الدور في فيلم المنتقمون: الحرب اللانهائية وفيلم المنتقمون: نهاية اللعبة و فيلم الرجل العنكبوت: بعيدا عن الوطن.
في عام 2018 ، مثل باتالون إحدى الجثث التي تسكنها روح في فيلم البالغين كل يوم.

## الحياة الشخصية
لدى باتالون سبعة أشقاء: أخ وأخت من والدته، وثلاثة أشقاء من والده.

## افلامه
| السنة | العنوان                             | الدور       | ملاحظات       |
| 2016  | الغابة الشمالية                     | كوبر        | صانع البراميل |
| 2017  | الرجل العنكبوت : العودة للوطن .     | نيد ليدز    |               |
| 2018  | كل يوم                              | جيمس        |               |
| 2018  | مهرجان الدم                         | كريل        |               |
| 2018  | المنتقمون : الحرب اللانهائية        | نيد ليدز    | حجر كريم      |
| 2018  | انقسام الموز                        | جايكوب      |               |
| 2019  | المنتقمون : نهاية اللعبة            | نيد ليدز    | حجر كريم      |
| 2019  | الرجل العنكبوت : بعيدا عن المنزل    | نيد ليدز    |               |
| 2019  | حقيقة دون كيشوت ديش                 | سانشو بانزا |               |
| 2019  | دعها تثلج                           | كيون        |               |
| 2021  | الرجل العنكبوت : لا عودة إلى الديار | نيد ليدز    |               |

## روابط خارجية
- جايكوب باتالون على موقع IMDb (الإنجليزية)
- جايكوب باتالون على موقع ميتاكريتيك (الإنجليزية)
- جايكوب باتالون على موقع روتن توميتوز (الإنجليزية)
- جايكوب باتالون على موقع قاعدة بيانات الفيلم (الإنجليزية)